# Pablo y Elena
Pablo y Elena é uma telenovela mexicana, produzida pela Televisa e exibida em 1963 pelo Telesistema Mexicano.

## Elenco
- Tony Carbajal
- Patricia Morán
- Pilar Sen
- Francisco Jambrina